# George Byers
George William Byers (Ilford, 29 maggio 1996) è un calciatore inglese naturalizzato scozzese, centrocampista del Port Vale.

## Caratteristiche tecniche
È un mediano.

## Carriera

### Club
Cresciuto nel settore giovanile del Watford, il 12 maggio 2014 ha stipulato il suo primo contratto da professionista con il club, della durata di 2 anni. Ha esordito in prima squadra il 17 gennaio 2015 disputando l'incontro di Championship vinto 5-0 contro il Charlton.
Rimasto svincolato dal Watford, l'11 luglio 2016 viene ceduto a titolo definitivo allo Swansea City.
Il 23 gennaio 2021 viene ceduto in prestito al Portsmouth.
Il 3 agosto 2021 invece è stato ceduto allo Sheffield Weds.

### Nazionale
Nel 2012 ha giocato 2 partite con la nazionale scozzese Under-17.

## Statistiche
Statistiche aggiornate al 16 gennaio 2020.

### Presenze e reti nei club
| Stagione        | Squadra         | Campionato      | Campionato | Campionato | Coppe nazionali | Coppe nazionali | Coppe nazionali | Coppe continentali | Coppe continentali | Coppe continentali | Altre coppe | Altre coppe | Altre coppe | Totale | Totale | Totale |
| Stagione        | Squadra         | Comp            | Pres       | Reti       | Comp            | Pres            | Reti            | Comp               | Pres               | Reti               | Comp        | Pres        | Reti        | Pres   | Reti   |        |
| --------------- | --------------- | --------------- | ---------- | ---------- | --------------- | --------------- | --------------- | ------------------ | ------------------ | ------------------ | ----------- | ----------- | ----------- | ------ | ------ | ------ |
| 2014-2015       | Watford         | FLC             | 1          | 0          | FACup+CdL       | 0               | 0               |                    | -                  | -                  |             | -           | -           | 1      | 0      |        |
| 2015-2016       | Watford         | PL              | 0          | 0          | FACup+CdL       | 0               | 0               |                    | -                  | -                  |             | -           | -           | 0      | 0      |        |
| 2016-2017       | Swansea City    | PL              | 0          | 0          | FACup+CdL       | 0               | 0               |                    | -                  | -                  |             | -           | -           | 0      | 0      |        |
| 2017-2018       | Swansea City    | PL              | 0          | 0          | FACup+CdL       | 0               | 0               |                    | -                  | -                  |             | -           | -           | 0      | 0      |        |
| 2018-2019       | Swansea City    | FLC             | 21         | 2          | FACup+CdL       | 3+1             | 1+0             |                    | -                  | -                  |             | -           | -           | 25     | 3      |        |
| 2019-2020       | Swansea City    | FLC             | 35         | 2          | FACup+CdL       | 1+3             | 1+2             |                    | -                  | -                  |             | -           | -           | 39     | 5      |        |
| Totale carriera | Totale carriera | Totale carriera | 57         | 4          |                 | 8               | 4               |                    | -                  | -                  |             | -           | -           | 65     | 8      |        |